# Iva Burić Žalac

Iva Buric Zalac als Dorota

Iva Burić Žalac, auch Iva Buric Zalac (* 1. August 1978 in Slavonski Brod, SFR Jugoslawien) ist eine kroatisch-deutsche Sängerin, Songwriterin und Schauspielerin. Sie trat neben Achim Hagemann – alias Pawel Popolski – als Dorota Popolski in der Band „Der Familie Popolski“ auf.

## Leben und Wirken
Zalac hatte schon mit 15 Jahren Erfolg in ihrer Heimatstadt Slavonski Brod. Mit ihrem selbst komponierten Song Without Time eroberte sie Platz 1 bei dem bekanntesten Radiosender der Region, und sie sang mit ihrer Band als Vorgruppe von dem renommierten kroatischen Sänger und Songwriter Gibonni.
Mit ihren eigenen Songs in Englisch mit ihrer Band IVA gelangte sie in Deutschland 2003 beim Newcomer-Wettbewerb Emergenza bis ins Finale; mit ihrem Song I’m not scared blieb sie monatelang unter den ersten vier Plätzen in den Top 100 der „Gigamusic Internet Charts“.
Für ihre Mitwirkung bei den beiden für den WDR produzierten Fernsehstaffeln „Der Popolski Show“ wurde Zalac 2006 für den Prix Pantheon und 2008 für den Adolf-Grimme-Preis und den Deutschen Fernsehpreis nominiert. Sie war neben ihrem Engagement in der Familie Popolski in verschiedenen Bands aktiv, u. a. mit dem Xavier-Naidoo-Gitarristen Alex Auer und seiner Band „Lava“, mit dem André-Krengel-Trio, mit Xaver Fischer und seiner Band „Beatfisch“ und mit dem Fresh Music Live.
Weiter schrieb sie mit dem Produzentenduo „Sounddesign“ für den Regisseur Dominik Graf den Song Space Town für die Serie Im Angesicht des Verbrechens. Gemeinsam mit dem Posaunisten und Produzenten Marcus Scheltinga schrieb sie den Song Let It Flow, der 2010 auf dem Soloalbum des Grönemeyer-Saxophonisten Frank Kirchner, Frank Kirchner & Zoomachine, veröffentlicht wurde.

## Preise und Auszeichnungen
2013 war sie für den „Vecernjakova Domovnica“ in der Kategorie „Beste kroatische Sängerin im Ausland“ nominiert. Im Jahr 2015 erhielt sie den „Vecernjakova Domovnica“ in der Kategorie „erfolgreichste kroatische Künstlerin“.

## Diskografische Hinweise
Mit der Familie Popolski (vormals The Pops)
- 2007: The Pops – Dobrze
- 2008: „Der Popolski Show“ – Live in Zabrze
- 2010: Frank Kirchner And Zoomachine - Panic In The Peanut Gallery